# Емилија Кларк
Емилија Изобел Еуфемија Роуз Кларк (енгл. Emilia Isobel Euphemia Rose Clarke; Лондон, 23. октобар 1986) британска је глумица. Најпознатија по улози Денерис Таргарјен у ТВ серији Игра престола која јој је донела номинацију за награду Еми за најбољу споредну глумицу у драмској серији.

## Детињство и образовање
Емилија је рођена у Лондону, а одрасла је у Беркширу. За глуму је почела да се интересује са три године након што је видела један мјузикл. Школовала се у Оксфорду од 2000. до 2005. године, а дипломирала је 2009. године глуму у Лондонском драмском центру.

## Каријера
Прва телевизијска улога јој је била у епизоди сапунице Doctors 2009. године. Велики напредак у каријери остварује улогом у серији епске фантастике Игра престола, која је заснована на роману Џорџа Р. Р. Мартина. Серија је дебитовала у априлу 2011. године и наишла на позитивне критике. Емилија Кларк је освојила EWwy награду за најбољу споредну улогу у драми за улогу Денерис.

## Филмографија
| Улоге Емилије Кларк |                           |               |                   | |
| Година              | Српски назив              | Изворни назив | Улога             | Напомена |
| 2009.               | Доктори                   |               | Саскија Мајер     | епизода: |
| 2010.               | Тријаски напад            |               | Савана Раундтри   | ТВ филм |
| 2011–2019           | Игра престола             |               | Денерис Таргарјен | номинација - Награда Еми за најбољу споредну глумицу у драмској серији (2013, 2015) номинација - Награда Удружења глумаца за најбољу глумачку поставу у драмској серији (2011, 2013—2015) номинација - Награда Сатурн за најбољу женску споредну улогу на телевизији (2015) |
| 2012.               | Острво Спајк              |               | Сали Харис        | |
| 2012.               | Окована                   |               | Малу              | кратки филм |
| 2013.               | Дом Хемингвеј             |               | Евелин            | |
| 2013.               | Футурама                  |               | Маријана (глас)   | епизода: |
| 2015.               | Терминатор: Постање       |               | Сара Конор        | |
| 2016.               | Роботско пиле             |               | девојчица (глас)  | епизода: |
| 2016.               | Док нисам срела тебе      |               | Луиза Кларк       | |
| 2016.               | Глас из камена            |               | Верена            | |
| 2018.               | Соло: прича Ратова звезда |               | Кира              | |
| 2023.               | Тајна инвазија            |               | Гаја              | 6 епизода |